# John H. Hodgson
John H. Hodgson, född 24 september 1913 i Toronto, död 8 januari 2011 i Ottawa, var en kanadensisk historiker, föreståndare för det samtidspolitiska institutet vid Syracuse University i New York.
Han var en av de ledande specialisterna på den ryska kommunismens historia och har med särskilt intresse studerat dess nordiska sektor. Hans översikt Communism in Finland räknas som ett standardverk i nordisk politisk historia. Han har även författat ett verk om Otto Ville Kuusinen.